# Mariano Borrells
Mariano Borrells (Solsona, baut. 12 de octubre de 1687 - Solsona, 15 de julio de 1753) fue un compositor y maestro de capilla español.

## Vida
Ramón Borrells nació en Solsona, provincia de Lérida, y fue bautizado el 12 de octubre de 1686. Fue hijo de Ramón Borrells, tejedor de lino, y Gerónima, y hermano de Ramón Borrells, posteriormente maestro de capilla de la Catedral de Solsona. Es de suponer que se formó musicalmente en la Catedral de Solsona, bien con el maestro Josep Ferrer o bien con el maestro Josep Soler.
Es realmente poco lo que se conoce del maestro Mariano Borrells. Ramón Borrells, hermano de Mariano, dejó el magisterio de la Catedral de Solsona en 1721 para ocupar la organistía del Santuario de la Virgen del Milagro, a 12 kilómetros de Solsona. Parece ser que Mariano Borrells le sucedió en el cargo, lo que se deduce de uno de los pocos documentos sobre el maestro que existen: una carta que se supone de finales de 1721 en la que se dirige a los administradores de la capilla de música de la Catedral.

[amb el salari que li paguen, 28 lliures, solament] tocarà a las missas de Nostra Senyora que es la Encarnasió, Consepció y Candelera con ho [h]an acostumat los maestres de capella antesesors y en las mateixas festas de Nostra Senyora de setembre a tocar lo orgue. En canvi, deixarà de cuydar de treballar villancicos y altres cosas pertanyens a música per ditas festas ni guiar dita Capella o Música, a no ser que sie pagant segons lo traball que pendrà. [...] y no aparexén bé eyxa manera fasen venir Mestre foraster com feyen antes per cuydar de la Música y Capella [...] antes sempre venie Mestre foraster ab crescuts gastos de la A[d]ministració per cuydar de dita Capella y Música [...] per ser tan eccesiu lo treball de aver de treballar y cuydar de la Capella o Música de las festas de Nostra Senyora de setembre [demana que li augmentin el sou]
[con el salario que le pagan, 28 libras, solamente] tocará en las misas de Nuestra Señora que es la Encarnación, Concepción y Candelaria han acostumbrado los maestros de capilla antecesores y en las mismas fiestas de Nuestra Señora de septiembre a tocar el órgano. En cambio, dejará de trabajar componiendo villancicos y otras cosas que se refieren a la música para dichas fiestas ni dirigir dicha capilla o música, a no ser que sea pagando según el trabajo que realizará. [...] y [si] no les parece bien de esta manera que hagan venir a un maestro forastero cómo habían antes para cuidar de la música y la capilla [...] antes siempre venía [un] maestro forastero con gastos crecidos de la administración para cuidar de dicha capilla y música [...] por ser tan excesivo el trabajo de tener que trabajar y cuidar de la capilla o música de las fiestas de Nuestra Señora de septiembre [solicita que le aumenten el sueldo].
Mariano Borrels

El cabildo catedralicio respondió el 10 de enero de 1722:

[...] attenent que la Administració de dita Capella y Santuari se troba ab tant pochs medis per complir a las crescudas obligations que té y está obligada; no li és posible anyadir salari algún; pués sab molt be, y li conta a dit Reverent Mariano Borrells lo anelo y desig tenen los los Administradors de satisferli lo tant bén degut de son salari, y que los pochs medis an estat la causa de atrasarse: Per lo tanto esperen dits Administradors proseguirà ab lo salari de 28 lliures acostumat offerintse gratificarlo del posible en lo que se li diu, y anirà [?] que es tot lo que poden fer dits Administradors que en quant a anyadir no és possible majorment en la present positura [...]
[...] teniendo en cuenta que la administración de dicha capilla y santuario se encuentra con tan pocos medios para cumplir con las crecidas obligaciones que tiene y está obligada; no le es posible añadir salario alguno; pues sabe muy bien, y le consta a dicho reverendo Mariano Borrells el anhelo y deseo los administradores de satisfacerle tan bien debido a su salario, y que los pocos medios han sido la causa de atrasarse: Por lo tanto esperan dichos administradores proseguirá con el salario de 28 libras acostumbradas ofreciéndose gratificarlo en lo posible en lo que se le dice e irá [?] que es todo lo que pueden hacer dichos administradores que en cuanto a añadir no es posible mayormente en la presente situación [...]
Cabildo catedralicio de la Catedral de Solsona, 10 de enero de 1722

La diócesis de Solsona es un obispado modesto, sin grandes posibilidades económicas, por lo que el cargo de maestro de capilla habitualmente iba unido al de organista. El caso es que a finales de 1721 Mariano Borrells ya cobraba el sueldo de maestro de capilla. El magisterio tampoco era tan oneroso como en las grandes catedrales españolas, en las que el maestro debía encargarse de la educación y el mantenimiento de un grupo más o menos grande de infantes del coro, sin embargo durante el magisterio de Borrells se restableció la costumbre aprobada en 1642 de tener a dos infantes en el coro de la capilla a cargo del maestro de capilla. La resolución se publicó en las actas capitulares el 29 de enero de 1724. En 1736 las actas indican que se deliberó dejar «a la dirección del obrero el dar alguna retribución anual a los tres músicos de las chirimías, y a otra persona elegidora para evitar los ‹¡perros!›, y otros improperios dentro de la Iglesia», otro indicio de las escasa economía de la capilla.
El maestro Borrells fue sustituido con toda probabilidad por Ramón Riu, que fue elegido «maestro y organista» el 23 de marzo de 1748. Mariano Borrells redactó su testamento el 7 de julio de 1753, en el que aparece solamente como organista de la Catedral, falleciendo pocos días después, el día 15 del mismo mes, en su casa de la calle de San Ignacio [Sant Ignasi] de Solsona.